# (6008) 1990 BF2
A (6008) 1990 BF2 a Naprendszer kisbolygóövében található aszteroida. Ueda és Kaneda fedezte fel 1990. január 30-án.